# Tatra (automerk)
Tatra is een Tsjechisch auto- en vrachtwagenmerk, onder deze naam actief sinds 1919. De geschiedenis van de firma gaat verder terug, zo maakte ze haar eerste auto en vrachtauto (bijna tegelijkertijd) in 1897. In 1998 staakte het bedrijf de productie van personenwagens om zich volledig op vrachtwagens te concentreren. In 2013 ging Tatra failliet. Na een doorstart bouwt het voornamelijk gespecialiseerde ‘off-road’ vrachtwagens.

## Geschiedenis
In het jaar 1850 werd door Ignaz Schustala in de Moravische stad Nesseldorf (thans Kopřivnice in Tsjechië, maar destijds een deel van het Oostenrijkse keizerrijk) een wagenfabriekje opgericht. Om de zaak uit te breiden vormde hij drie jaar later een compagnonschap met de rijke zakenman Adolf Raschka.
Ignaz Schustala & Co produceerde een groot aantal wagens en carrosserieën en deed het twintig jaar lang goed, tot de dood van Raschka in 1877. De zaken gingen daarna snel bergafwaarts, maar dat veranderde plotseling als gevolg van het verzoek van de Stauding-Strambergerspoorweg om spoorwagons. Schustala besloot onmiddellijk om zijn productie om te schakelen naar spoorwagons.
In 1890 nam hij de ingenieur Hugo von Rosslerstamm als technisch directeur aan, die tot dan toe bij een andere spoorweg in dienst was geweest. Het jaar daarop overleed Schustala en de onderneming werd een vennootschap, de Nesseldorfer Wagenbau Fabriks Gesellschaft, onder de directie van Von Rosslerstamm.

### Personenauto's
Nesseldorfer spoorwegmaterieel bouwde al auto's sinds 1897, met een tweecilinder boxermotor achterin. In 1897 kwam de Oostenrijkse auto-ontwerper Hans Ledwinka bij Nesseldorfer in dienst. Hij verbeterde de overbrenging van het eerste model auto, en ontwierp een racewagen en drie andere modellen. In 1917 ging hij na een meningsverschil met de directie bij Steyr werken, maar in 1921 keerde hij terug bij het bedrijf dat inmiddels in de nieuwe republiek Tsjecho-Slowakije was komen te liggen, en nu Tatra heette (naar het Tatragebergte). Tot 1945 was Ledwinka de hoofdconstructeur van Tatra. Hij gebruikte veel technieken en ontwerpdetails die nu tot de Oostenrijkse school van auto-ontwerpers worden gerekend.
Als eerste bij zijn terugkeer van Steyr in 1921, ontwierp Ledwinka een voor die tijd zeer moderne viercilinder lijnmotor met hemisferische verbrandingskamers en bovenliggende nokkenas voor het Type S. Daarna in 1923 de Tatra 11, met typische ruggengraatchassis en luchtgekoelde motor dat tot eind van de personenautobouw door Tatra behouden bleef.
Later werd Tatra bekend door zijn stroomlijnauto's. Rond 1934 werd de T77 uitgebracht. Samen met de Chrysler Airflow en de Rumpler-Tropfenwagen behoort deze tot de eerste stroomlijnauto's. In 1936 kwamen naast het vervolgmodel T77a, de T87 en de T97 (met viercilinder boxermotor) uit. De Duitse KdF-Wagen (Kraft durch Freude), het prototype van de Volkswagen Kever, toont gelijkenis met de T97 en maakte inbreuk op octrooien van Tatra voor luchtgekoelde motoren. Tatra spande een proces aan tegen Ferdinand Porsche, dat na de Tweede Wereldoorlog door Volkswagen zou worden geschikt.

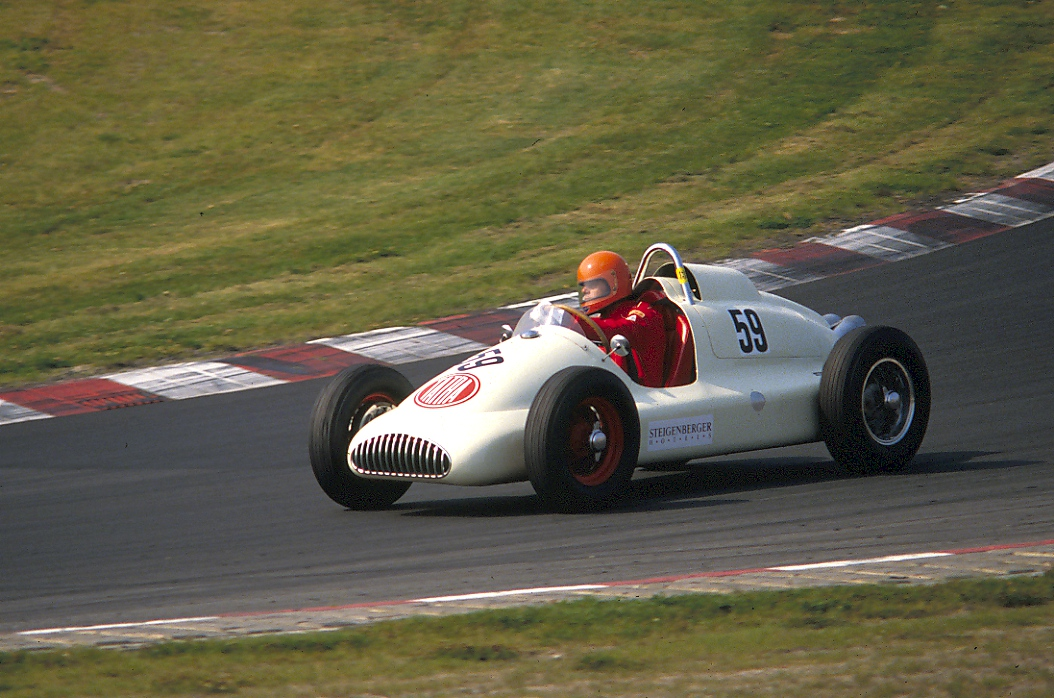
Tatra 607 uit 1950

## Vrachtwagens
Ook op het gebied van vrachtwagens was het bedrijf actief. In 1926 verscheen de Tatra 24, een drieasser met open laadbak.

## Na de oorlog
Na de Tweede Wereldoorlog werd Tatra in 1946 genationaliseerd. In 1947 begon de productie weer. Het eerste model was de T600 Tatraplan met een vier cilinder luchtgekoelde motor van 1952 cc. Aan dit model werkte Hans Ledwinka nog mee vanuit de gevangenis, waar hij vastzat wegens collaboratie. In 1951 besloot de staat dat Tatra zich op de bouw van vrachtwagens moest concentreren. Als gevolg hiervan werd de Tatraplan in het vervolg bij Škoda in Mladá Boleslav gebouwd. Later werd de productiestop voor personenauto's opgeheven, en in 1956 werd de T603 getoond aan het publiek. Hoofdconstructeur voor de T603 was Julius Mackerle. Het gaat hier wederom om een Tatra met de typische kenmerken die Hans Ledwinka introduceerde: pendelassen, ruggegraatchassis, luchtgekoelde heckmotor en een stroomlijn. Eveneens vroege Ledwinka-vondsten waren de halfronde verbrandingskamers, vierwielremmen en tandreepbesturing. Opvallend waren de drie koplampen. In 1961 verscheen de T603 op de weg met een V8 motor met een cilinderinhoud van 2455 cc die slechts 93 pk leverde. In 1963 kwam een aangepaste versie uit onder de aanduiding T2-603. De typische drie koplampen waren nu vervangen door vier stuks.
De in 1968 door Vignale ontworpen T613 kwam pas in 1974 in volle productie. De Tatrakenmerken bleven nog grotendeels behouden, de motor was boven de achteras geplaatst, maar de stroomlijnvorm maakte plaats voor een moderne rechtere, scherper gelijnde carrosserie. Alle modellen vanaf de T603 werden veelal gebouwd voor partijfunctionarissen.
In het vrachtwagensegment produceerde Tatra in 1973 de zware 813, op welk onderstel onder andere een 8x8 kipper verkrijgbaar was.

## Na 1989
Tegen het einde van de jaren tachtig produceerde het bedrijf meer dan 16.000 vrachtwagens per jaar en telde het ruim 16.000 werknemers. Ruim de helft van de voertuigen werden afgezet in het buitenland, met name in de Oostbloklanden. Tatra was alleen verantwoordelijk voor de productie en het behalen van de productieplannen. De verkoop in het buitenland was in handen van de staatsverkooporganisatie Motokov.
Na het uiteenvallen van de Sovjet-Unie in 1989 raakte het bedrijf in de problemen. Tatra moest zelf de verkoop ter hand nemen. Dit viel tegen en verder kreeg Tatra veel concurrentie van West-Europese vrachtwagenproducenten in de traditionele afzetmarkten. De verkopen daalden van 15.500 vrachtwagens in 1989, naar 8.200 stuks in 1995, 6.500 in 2000 en nog slechts 3.300 in 2005. Het bedrijf leed zware verliezen en de schulden liepen op. Tatra leed in 1994 een verlies van 78 miljoen gulden. In 1995 verdwenen 1200 van de 8200 banen en werden diverse dochterbedrijven verkocht. Het bedrijf was geprivatiseerd maar in 1999 greep de overheid in. Ze hielp het bedrijf financieel om een faillissement te voorkomen en kreeg een meerderheid van de aandelen in handen.
In 1996 werd nog een poging gedaan om met een in basis verbeterde T613, de T700, een aantrekkelijke en verkopende auto in de markt te zetten. In 1997 vierde de onderneming het honderdjarige bestaan van de automobielfabriek. In 1998 werd de zwaar verlieslatende productie van personenwagens na ongeveer zeventig stuks T700 gestaakt, hoewel het laatste jaar slechts zes exemplaren verkocht werden.

## Focus op vrachtwagens
Tatra ging door met de productie van vrachtwagens. In 2003 nam het Amerikaanse bedrijf Terex een groot belang in het bedrijf. Dit was van korte duur en in 2006 gingen 91% van de aandelen over naar Tatra Holding (ex Blue River-fonds), een internationale groep investeerders. In 2011 kocht DAF een aandelenbelang van 19%, maar dat was niet de eerste stap in een volledige overname van Tatra. Het bedrijf had het financieel moeilijk en ging in 2013 failliet mede door een corruptieschandaal in India. Na een doorstart door twee Tsjechische investeerders bleef DAF Trucks het belang van 19% houden.
In 2014 sloten Tatra Trucks en DAF Trucks een nieuwe samenwerkingsovereenkomst waarbij DAF motoren en cabines ging leveren aan Tatra. Enkele DAF-dealers zijn ook geautoriseerd Tatra-dealer. Jaarlijks worden er nog maar zo'n 900 wagens gemaakt door ongeveer evenveel werknemers. Tatra maakt voornamelijk gespecialiseerde ‘off-road’ vrachtwagens waarvan het merendeel wordt geëxporteerd. Het leger is een belangrijke afnemer al ziet het bedrijf meer groeimogelijkheden in de civiele markt.

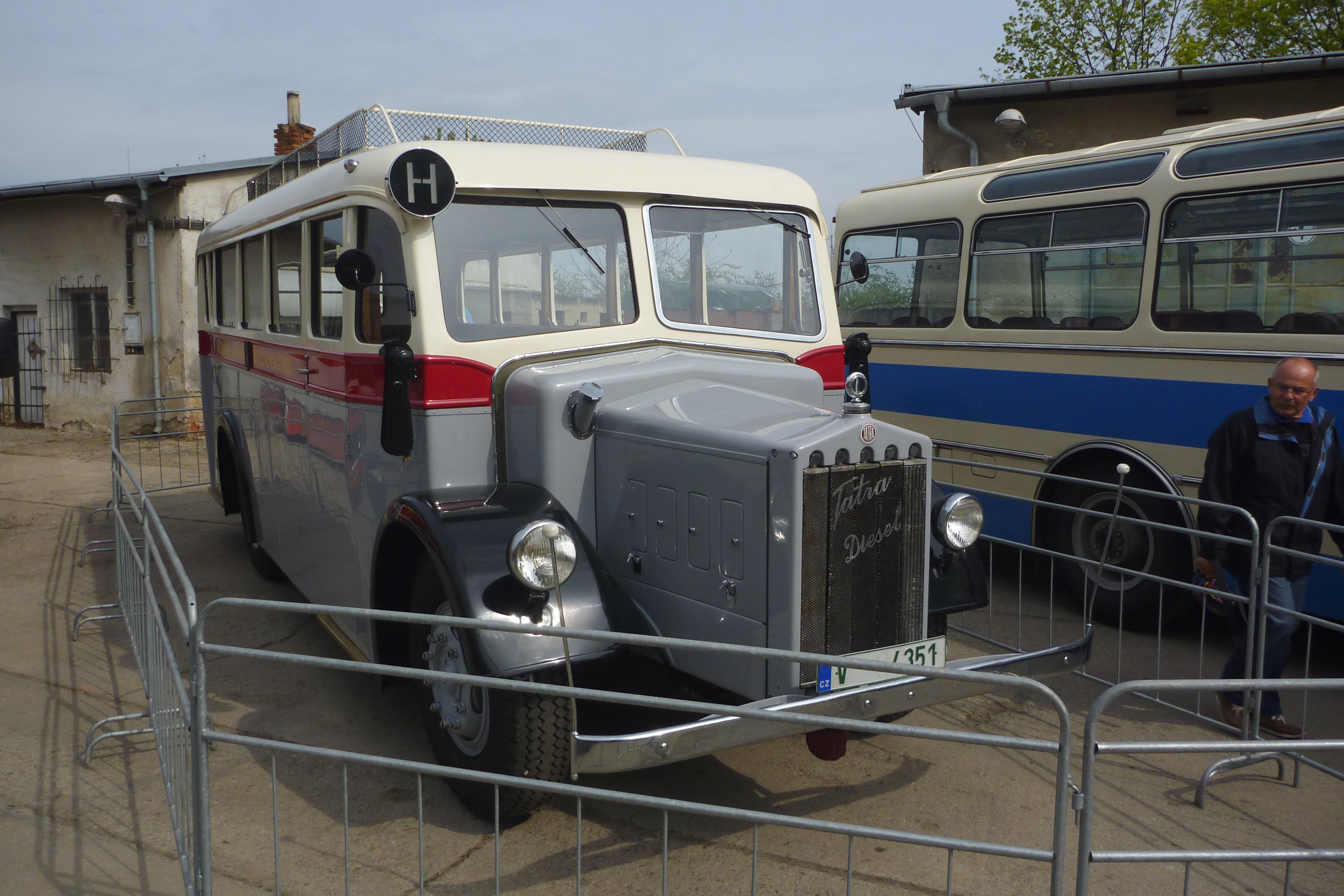
Tatra 27 autobus
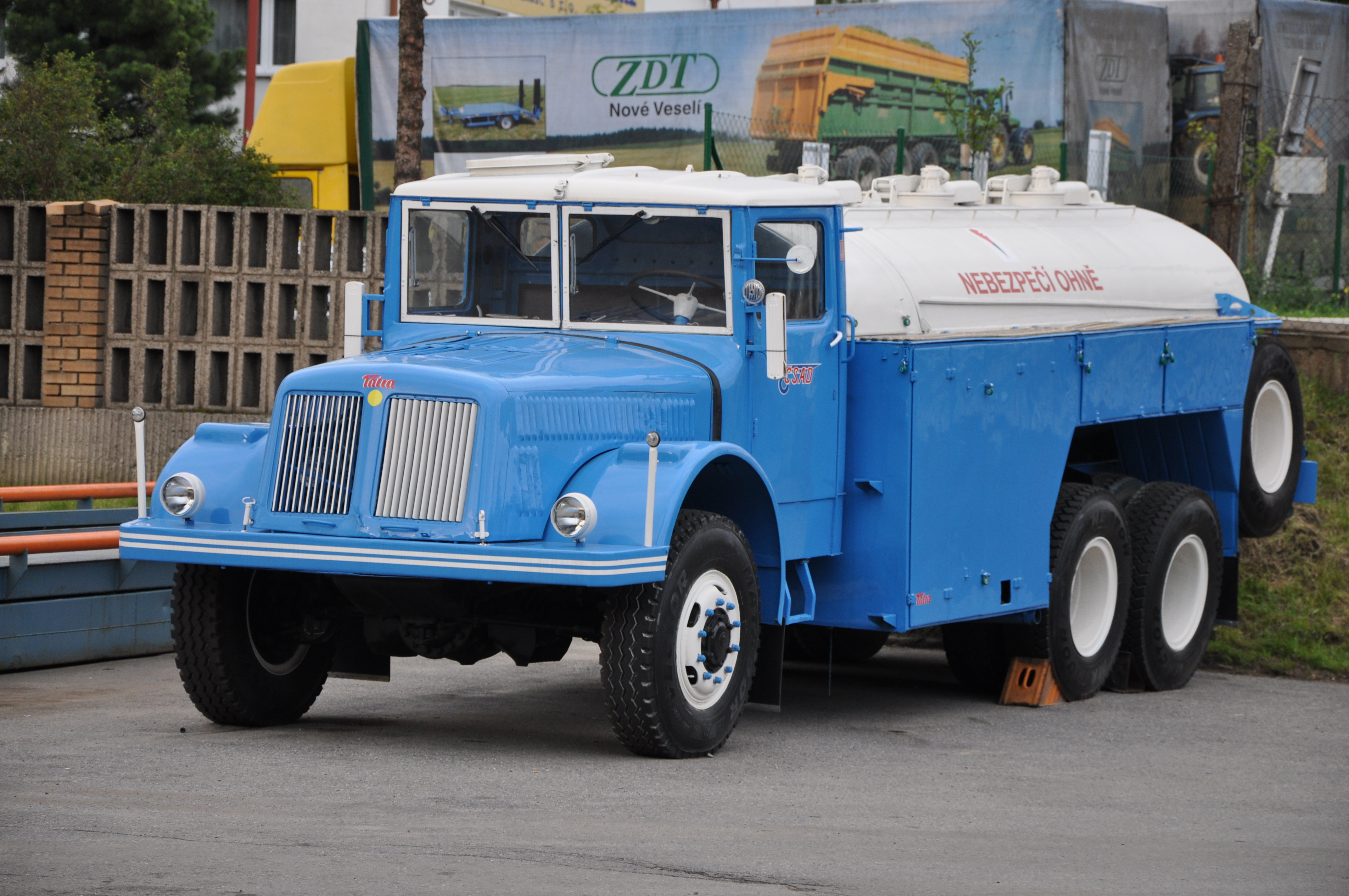
Tatra 111 tankwagen
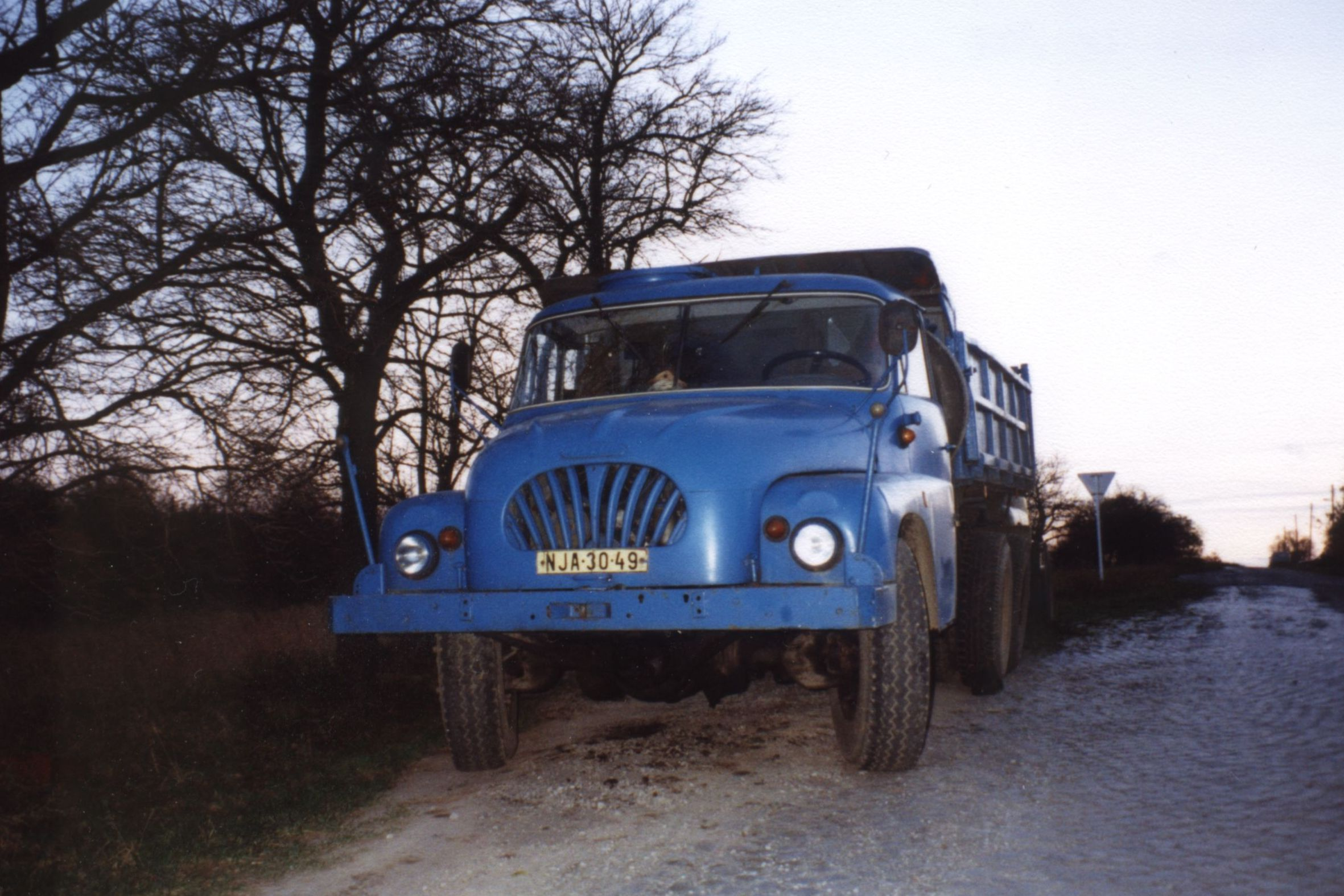
Tatra 138 kipper
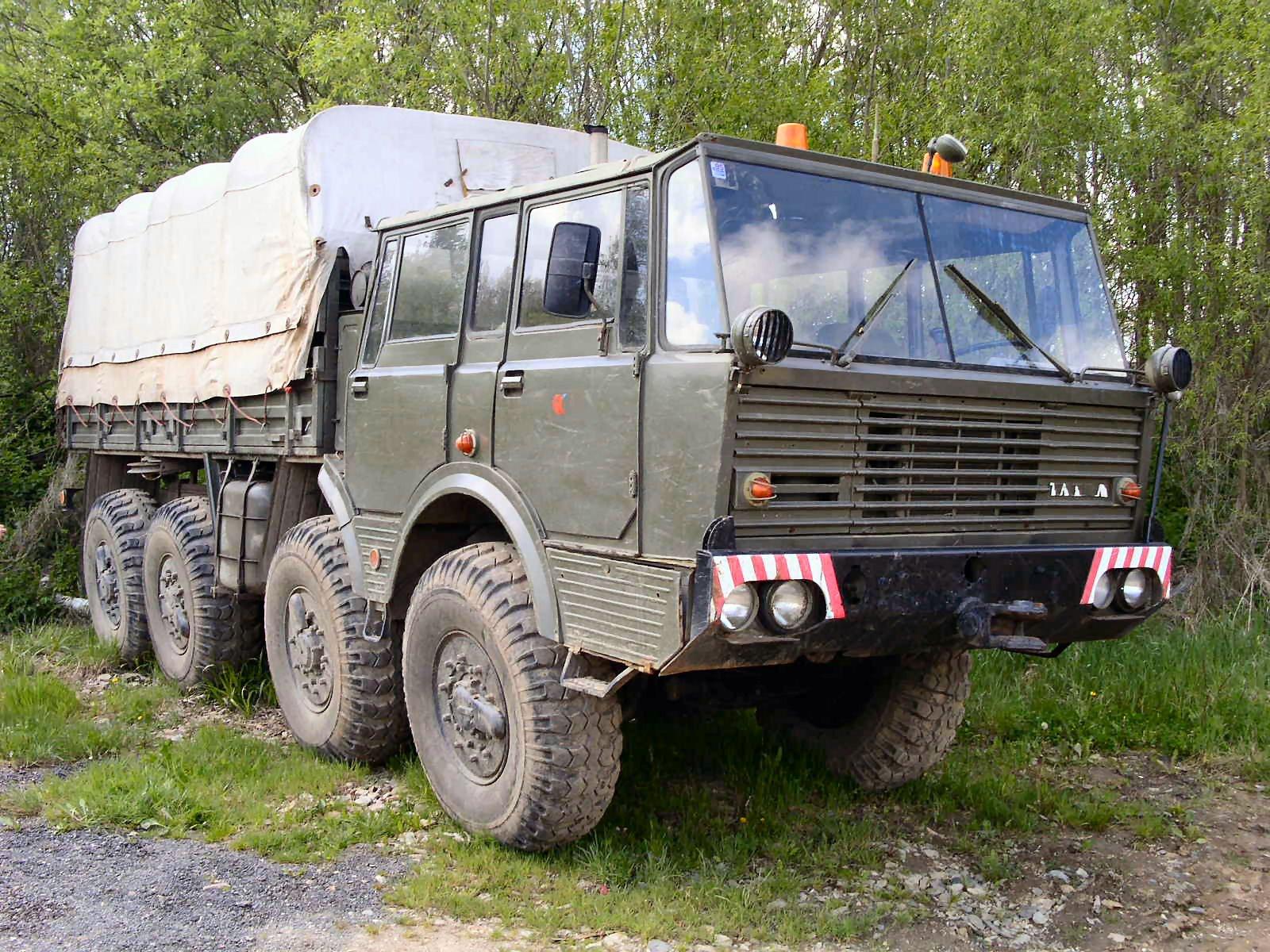
Tatra 813 KOLOS
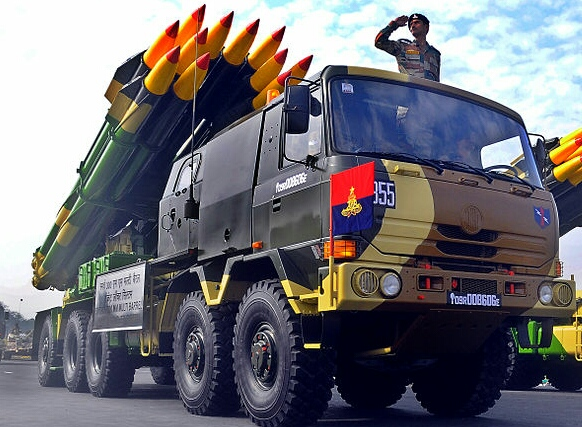
Tatra 816 van het Indiase leger

## Lijst van vliegtuigen
- Tatra T-001
- Tatra T-101
- Tatra T-126 (Avro 626 - licentie)
- Tatra T-131 (Bücker Bü 131 - licentie)
- Tatra T-201
- Tatra T-301